# عطاءالله صالحی
عطاءالله صالحی (زادهٔ ۱ بهمن ١٣٢٧) سرلشکر ارتش جمهوری اسلامی ایران است، که هم‌اکنون به‌عنوان مشاور فرمانده کل نیروهای مسلح در امور ارتش فعالیت می‌کند. وی در فاصله سال‌های ۱۳۸۴ تا ۱۳۹۵ فرماندهی کل ارتش را برعهده داشت و از ۱۳۹۶ تا ۱۳۹۸ جانشین رئیس ستاد کل نیروهای مسلح بود.
صالحی در سال ۱۳۴۶ به عضویت ارتش شاهنشاهی ایران درآمد و در سال ۱۳۴۹ با رسته توپخانه از دانشکده افسری فارغ‌التحصیل شد. او در خلال جنگ ایران و عراق از اعضای نیروی زمینی ارتش بود. 
وی از ۱۳۷۷ تا ۱۳۸۰ فرماندهی دانشگاه افسری امام علی را برعهده داشت، در فاصله سال‌های ۱۳۸۰ تا ۱۳۸۲ معاون نیروی انسانی ستاد کل نیروهای مسلح بود و از ۱۳۸۲ تا ۱۳۸۴ به‌عنوان معاون بازرسی ستاد کل نیروهای مسلح فعالیت می‌کرد. وی یکی از نظامیان ارشد با درجه سرلشکری در نیروهای مسلح ایران است.

## خانواده
در سال ۱۳۹۸ و در جریان برگزاری دادگاه‌های ویژه مبارزه با جرایم اقتصادی، نام يكي از فرزندان صالحی، نخستین بار به عنوان متهم عنوان شد.
در پرونده فساد موسوم به «گروه جهانبانی»  عمار صالحی، متهم به معاونت در اخلال در نظام اقتصادي شد. 
عمار صالحی با همکاری گروه محمدرضا جهانبانی  از اوایل دهه هشتاد تا سال ۱۳۹۷، در ۱۰ شرکت، عضو هیأت مدیره و مدیرعامل بوده و به کار اقتصادی و بازرگانی در سراسر ایران مشغول بود. طبق گفته های نماینده دادستان، ۶۸۰ میلیارد ریال تسهیلات از بانک سرمایه گرفته و خودروی بنز ۶ میلیارد ریالی و ملک لوکس زعفرانیه میخرد. در جلسات دادگاه همچنین اعلام شد که عمار صالحی ۳۶ میلیارد و ۷۰۰ میلیون تومان به محمدرضا جهانبانی بدهکار است.

## جایزه‌ها و نشان‌های افتخار
این بخش شامل نشان‌ها و جایزه‌های رسمی عطاءالله صالحی است، که بر روی لباس همسان او نصب می‌شود، ولی جایزه‌های غیرنظامی و غیررسمی را در برنخواهد داشت.

### آرم‌ها
| آرم‌های سینه             |                 |
| آجا                     | چتربازی درجه سه |
| دانشگاه فرماندهی و ستاد |                 |

| آرم‌های بازو     |
| ستاد مشترک ارتش |